# Kryptonefria
Kryptonefria – wtórne przyrośnięcie cewek Malpighiego do jelita, bez połączenia ich jam, zwiększające pobieranie wody. Występuje u larw niektórych motyli (Lepidoptera), u larw i postaci dorosłych niektórych chrząszczy (Coleoptera) – zwłaszcza żerujących na suchych substancjach (np. mącznik młynarek – Tenebrio molitor).
Ślepe zakończenia cewek mają ścisły kontakt z jelitem (rectum), a cały ten zespół jest otoczony błoną okołorektalną. Przestrzeń utworzona przez tę błonę jest wypełniona płynem, okalającym zarówno cewkę Malpighiego, jak też nabłonek rektalny, natomiast jest oddzielona od hemolimfy ogólnoustrojowej.

## Mechanizm działania
Do światła cewki czynnie transportowane są substancje rozpuszczone (przypuszczalnie chlorek potasu), duże stężenie płynu wywołuje osmotyczne odciąganie wody z przestrzeni okołorektalnej i światła rektum. Płyn jest następnie transportowany do wolnych części cewek, skąd przechodzi do hemolimfy lub jest powtórnie przetwarzany w rektum.